# 勇人 (漫画家)
勇人（ゆうと、1980年6月20日 - ）は、日本の漫画家。女性。

## 概要
名前の由来は『ドラゴンクエストシリーズ』の勇者から。
エニックスゲームコミックチャレンジ賞出身。スクウェア・エニックスのゲームアンソロジーを中心に執筆する一方、氷川へきる、住吉文子のアシスタントも平行して行い、『ぱにぽに』がドラマCDやアニメ化された際にはアフレコ現場の取材漫画を担当する。『はなまる幼稚園』の単行本第1巻が発売された際には、帯に氷川が一文寄稿している。
かつては『アニメディア』のイラスト投稿欄の常連で第67代目として殿堂入りしており、別名で同人活動も行う。
もともと可愛らしい絵柄だが、最近では師匠・氷川の影響を受けてか背景に小ネタを振りまいたりする傾向がある。

## 作品一覧
- はなまる幼稚園（ヤングガンガン） 全11巻
- コスちゃ（ヤングガンガン）
- 充実野性生活（月刊Gファンタジー）
- パロメディア（アニメディア）
- シスプラス（増刊ヤングガンガン→増刊ヤングガンガンビッグ→月刊ビッグガンガン→ヤングガンガン） 全6巻
- 石田三成は友達が少ない（ガンガン戦-IXA-）
- いろは坂、上がってすぐ。（ヤングガンガン） 全3巻
- うしろのご先祖さま（まんがくらぶオリジナル→まんがライフ） 全3巻
- プリンセスビヨリ（ヤングガンガン） 全3巻
- アスモデウスはあきらめない（まんがライフSTORIA'→ストーリアダッシュ） 全8巻
- プリティマイティドール（コミックブシロードWEB、脚本：太田顕喜、キャラクターデザイン：田畑壽之）
- だから勝手に勇者とか覇王に認定すんのやめろよ!〜エルフ族も国王様もひれ伏すほど俺は偉大な役割らしい〜（コミックグロウル、原作：鳳仙花、キャラクターデザイン：こちも） 既刊2巻
- キスからはじまる異世界ハーレム ～一夫多妻の世界に転生したので神が決めた運命の人を探します～（ストーリアダッシュ）既刊2巻
  - 初期タイトル「異世界でくちづけを! 転生世界は運命の人で満ちている」[1]から改題。

### アンソロジー
- 『けいおん!』アンソロジーコミック みんなでうん☆たん
- 『おそ松さん』公式コミックアンソロジー 〜スクエニセンバツ〜

### その他
- 夏のあらし!〜春夏冬中〜（第5話エンドカード）
- 荒川アンダー ザ ブリッジ（第3話エンドカード）
- 黄昏乙女×アムネジア（第6話エンドカード）
- マンガ家さんとアシスタントさんと（第6話エンドカード）
- あっちこっち（コミック5巻オマケ）

## 師匠
- 氷川へきる
- 住吉文子